# Жетписбаева, Бакытгуль Асылбековна
Бакытгуль (Бахытгуль) Асылбековна Жетписбаева — ученый-германист, доктор педагогических наук, профессор, проректор по стратегическому развитию Карагандинского государственного университета им. академика  Е. А. Букетова (г. Караганда, Республика Казахстан). 
Член казахстанской ассоциации учителей немецкого языка (2004), член Совета по сравнительной педагогике Казахстана (ССПК) при Академии педагогических наук Казахстана (2008). Автор более 100 научных трудов

## Образование, ученые степени, звания
1982—1987 — Алматинский педагогический институт иностранных языков, факультет немецкого языка
2009—2011 — Карагандинский государственный университет им. академика Е. А. Букетова, юридический факультет.
2001 — кандидат педагогических наук по специальности «Общая педагогика, история педагогики и образования, этнопедагогика».
2008 — доцент ККСОН МОН РК по специальности «Педагогика».
2009 — доктор педагогических наук по специальности «Общая педагогика, история педагогики и образования, этнопедагогика».
2011 — профессор (full professor) по специальности «Педагогика»

## Трудовая деятельность
1987—1991 — учитель немецкого языка СШ № 2 г. Каркаралинск Карагандинской области.
1991—1994 — старший преподаватель кафедры иностранных языков Карагандинского государственного университета им. академика Е. А. Букетова.
1994—1998 — заведующий кафедрой немецкой филологии Карагандинского государственного университета им. академика Е. А. Букетова.
1998—2019 — декан факультета иностранных языков Карагандинского государственного университета им. академика Е. А. Букетова.
2019—2020 — ректор Инновационного Евразийского университета Архивная копия от 31 октября 2021 на Wayback Machine г. Павлодар 
C 2020 — по настоящее время — проректор по стратегическому развитию Карагандинского университета им. академика Е. А. Букетова Архивная копия от 31 октября 2021 на Wayback Machine.

## Повышение квалификации, стажировки
1993—1994 — научная стажировка по стипендиальной программе ДААД Архивная копия от 31 октября 2021 на Wayback Machine, университет г. Фрайбург, Германия
2007 — участие в Международной научной конференции по проблемам высшего образования, Педагогический университет г. Дрезден, Германия
2008—2012 — повышение квалификации «Менеджмент в образовании» в Международном центре повышения квалификации г. Дюссельдорф, Германия
2010 — научная стажировка в Свободном Берлинском университете по гранту Европейского союза международной программы Erasmus Mundus, г. Берлин, Германия.
2014 — повышение квалификации в рамках Дополнительной образовательной программы «Инновации в обучении иностранным языкам», г. Новосибирск, Россия.
2016 — повышение квалификации «Организация электронной информационно-образовательной среды средствами ИКТ в преподавании иностранных языков в высшей школе», г. Челябинск, Россия.
2016 — Международная школа «Многоязычное и поликультурное образование. Вопросы оценки и мониторинга», ВКНМ ОБСЕ,  г. Чолпон-Ата, Министерство образования Кыргызстана.
2016 — Международная школа по многоязычному и поликультурному образованию в целях интеграции и устойчивого развития «Вопросы обеспечения системного подхода», ВКНМ ОБСЕ, Национальный центр повышения квалификации «Өрлеу» Архивная копия от 18 мая 2015 на Wayback Machine,  г. Шымкент
2020 — повышение квалификации по программе "Подготовка специалистов по требованиям международного стандарта ISO 37001: 2016 — «Системы менеджмента противодействия коррупции», Консалтинговая компания «Агентство внедрения ИСО»

## Почетные награды и поощрения
2002 — почетная грамота Акима Карагандинской области
2004 — нагрудный знак МОН РК «За заслуги в развитии науки Республики Казахстан» Архивная копия от 31 октября 2021 на Wayback Machine
2006, 2011, 2017 — благодарственные письма Министра образования и науки Республики Казахстан
2007, 2011 — Государственный грант МОН РК «Лучший преподаватель вуза» Архивная копия от 26 октября 2021 на Wayback Machine
2012 — медаль Ассоциации вузов РК им. А. Байтурсынова «За вклад в развитие высшего образования страны и плодотворный труд в подготовке высококвалифицированных специалистов»
2014 — звание «Заслуженный работник КарГУ»
2016 — государственная научная стипендия для ученых, внесших выдающийся вклад в развитие науки и техники Архивная копия от 31 октября 2021 на Wayback Machine
2017 — юбилейная медаль «Қазақстан Республикасының Тәуелсіздігіне 25 жыл» («25 лет Независимости Республики Казахстан»)
2018 — нагрудный знак МОН РК «Почетный работник образования Республики Казахстан»